# 泰蕾兹·勒瓦瑟

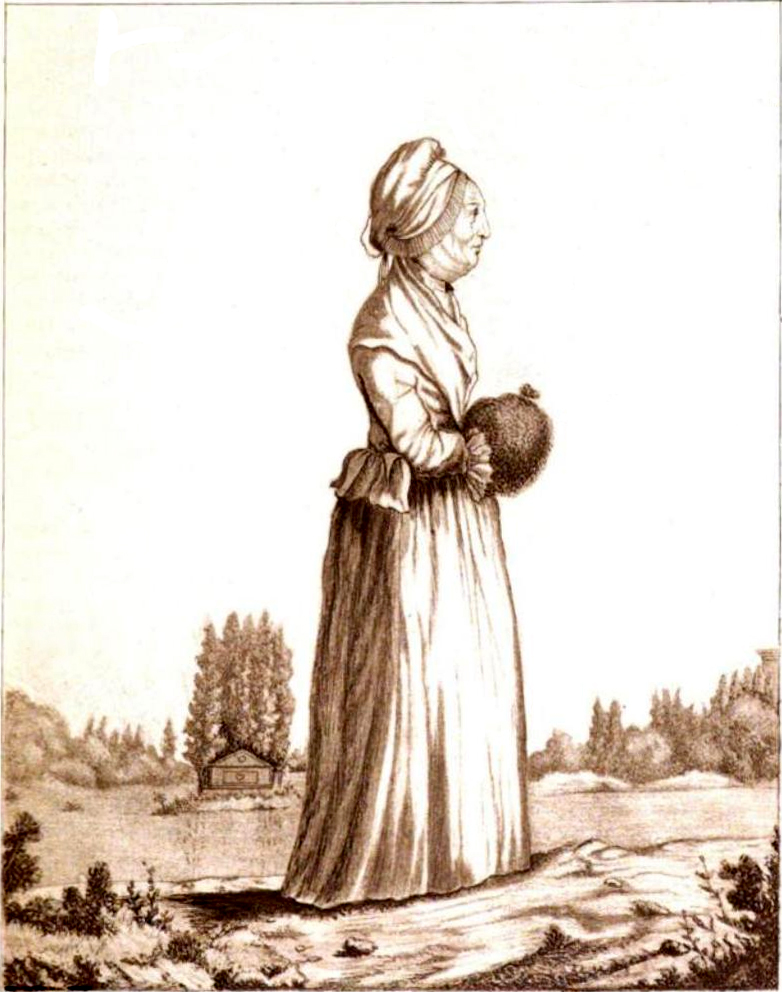

泰蕾兹·勒瓦瑟 （法语：Marie-Thérèse Levasseur，1721年9月21日至1801年7月17日）是日内瓦哲学家让-雅克·卢梭的伴侣。
泰蕾兹·勒瓦瑟出生于法国奥尔良，父亲曾是奥尔良的官员，母亲是个商人。但是她的家庭后来陷入困境，被迫前往巴黎寻找工作。
1745年，勒瓦瑟在与卢梭在巴黎相识。当时勒瓦瑟担任Cordiers街Saint-Quentin酒店的洗衣女工和女服务员，而卢梭在那里吃饭。泰蕾兹成了卢梭的女佣兼情妇，当时她24岁，他33岁。泰蕾兹为卢梭生了5个孩子，分别在1746年、1747年、1748年、1751年和1752年。5个孩子全部被送到了孤儿院。
1768年3月29日，勒瓦瑟与卢梭终于在布尔关雅留结婚。1778年卢梭去世时，泰蕾兹是他的财产的唯一继承人，包括手稿和版税。次年11月，她嫁给了勒内·吉拉尔丹的仆人让-亨利·巴利。他们一起住在勒普莱西贝勒维尔，直到她在1801年去世。
在阿拉斯加有一座勒瓦瑟山（Mount Lavasseur）是以她命名，因为它靠近卢梭峰（Rousseau Peak）。